# Oskar Jascha

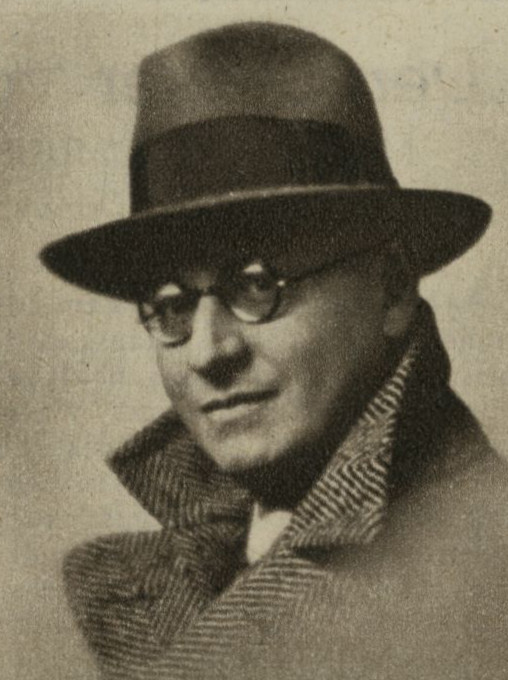
Oskar Jascha, um 1937

Oskar Jascha, eigentlich Oskar Othmar (* 4. Juni 1881 in Wien, Österreich-Ungarn; † 9. Januar 1948 ebenda, Österreich), war ein österreichischer Komponist und Kapellmeister.

## Leben
Oskar Jascha, Sohn eines katholischen Druckereibesitzers und einer jüdischen Mutter, erhielt seine Ausbildung an einem Konservatorium in Wien. 1905 wurde er Kapellmeister und Komponist am Berliner Carl-Weiß-Theater, dort wurde im selben Jahr seine Revue In Berlin ist was los uraufgeführt. Er war anschließend in Deutschland, Holland und Italien tätig, u. a. auch in München, wo er am Theater und Kabarett Die Hölle ab 1913 als einer der Leiter und als Regisseur arbeitete. 1915 kehrte er nach Wien zurück, wirkte als Kapellmeister am dortigen Kabarett Die Hölle und ab 1917 am Theater an der Wien. Ab 1927 war er freischaffend tätig, etwa am Stadttheater Wien, am Raimundtheater und an der Volksoper, außerdem dirigierte er von 1933 bis 1938 das Wiener Kammerorchester. Nach dem „Anschluss“ Österreichs musste er untertauchen und überlebte die Kriegsjahre in München. 1945 kam er zurück nach Wien und war wieder als Kapellmeister tätig, so am Bürgertheater und für Radio Wien, wo er auch Aufführungen des Großen Rundfunkorchesters leitete.
Er komponierte zahlreiche Operetten, darunter Die Brasilianerin, 1923 im Carltheater uraufgeführt, Revanche 1924 für das Bürgertheater und außerdem 1933 Rosen im Schnee – drei Werke, bei denen Fritz Löhner-Beda als Librettist beteiligt war. Neben weiteren Operetten und Singspielen wie Die Vogelscheuchen (1916) und Ade, du liebes Elternhaus (1928) komponierte Jascha auch Intermezzi wie Das Rendezvous (1915), Revuen, Bühnenmusiken und Schlager wie Mädel, komm mit, gesungen von Claire Waldoff. Insgesamt umfasst sein Œuvre rund 200 Werke.

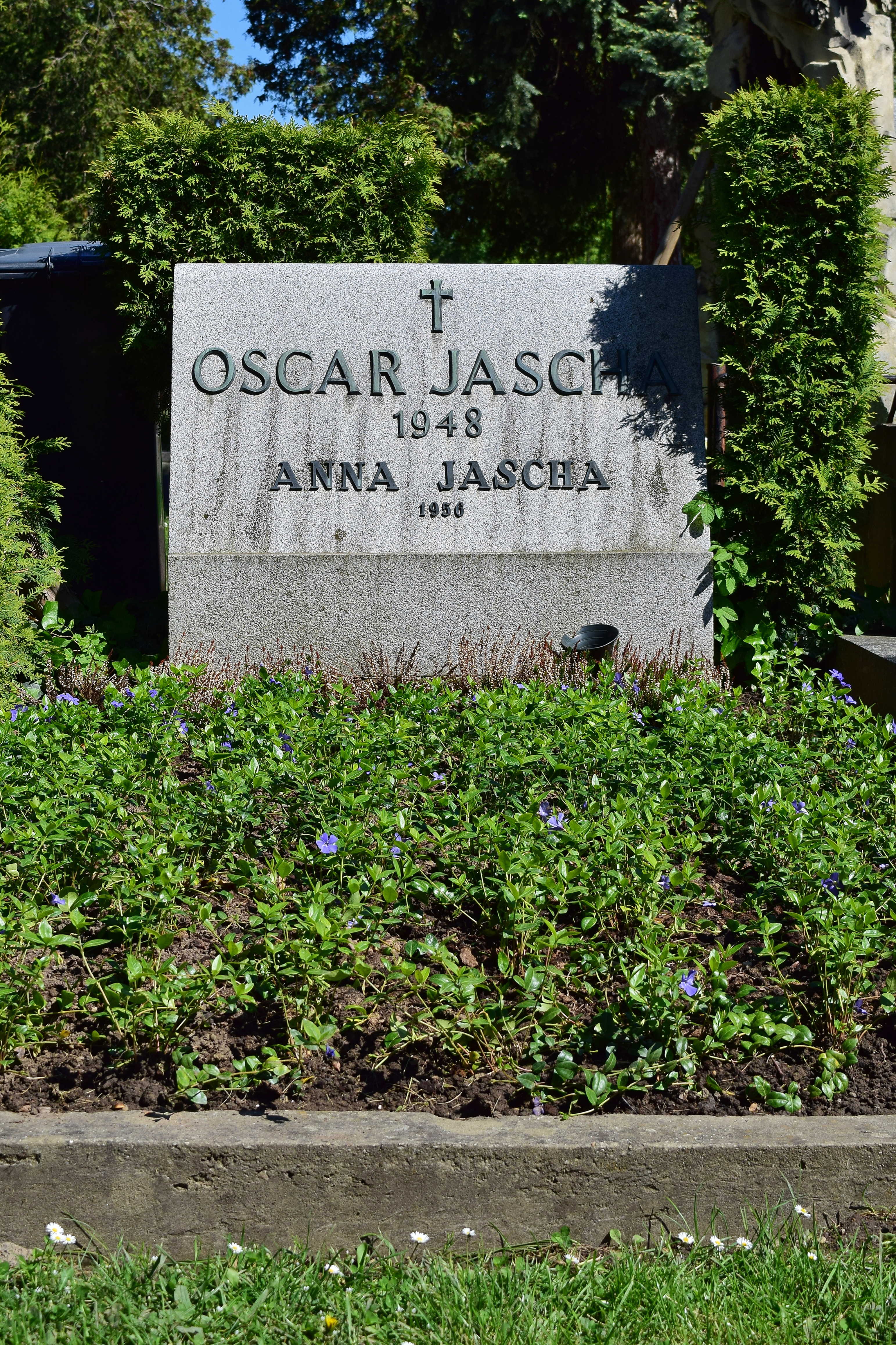
Grab von Oscar Jascha am Wiener Zentralfriedhof

Er ruht auf dem Evangelischen Friedhof des Wiener Zentralfriedhofs (VII,1). 1955 wurde die Oskar-Jascha-Gasse in Wien-Hietzing nach ihm benannt.
Oskar Jascha war ab 1930 und nach seiner Rückkehr aus dem Exil ab 1947 Mitglied der Freimaurerloge Zukunft.